# Dyscia emucidaria
Dyscia emucidaria là một loài bướm đêm trong họ Geometridae.